# RIM-116 Rolling Airframe Missile

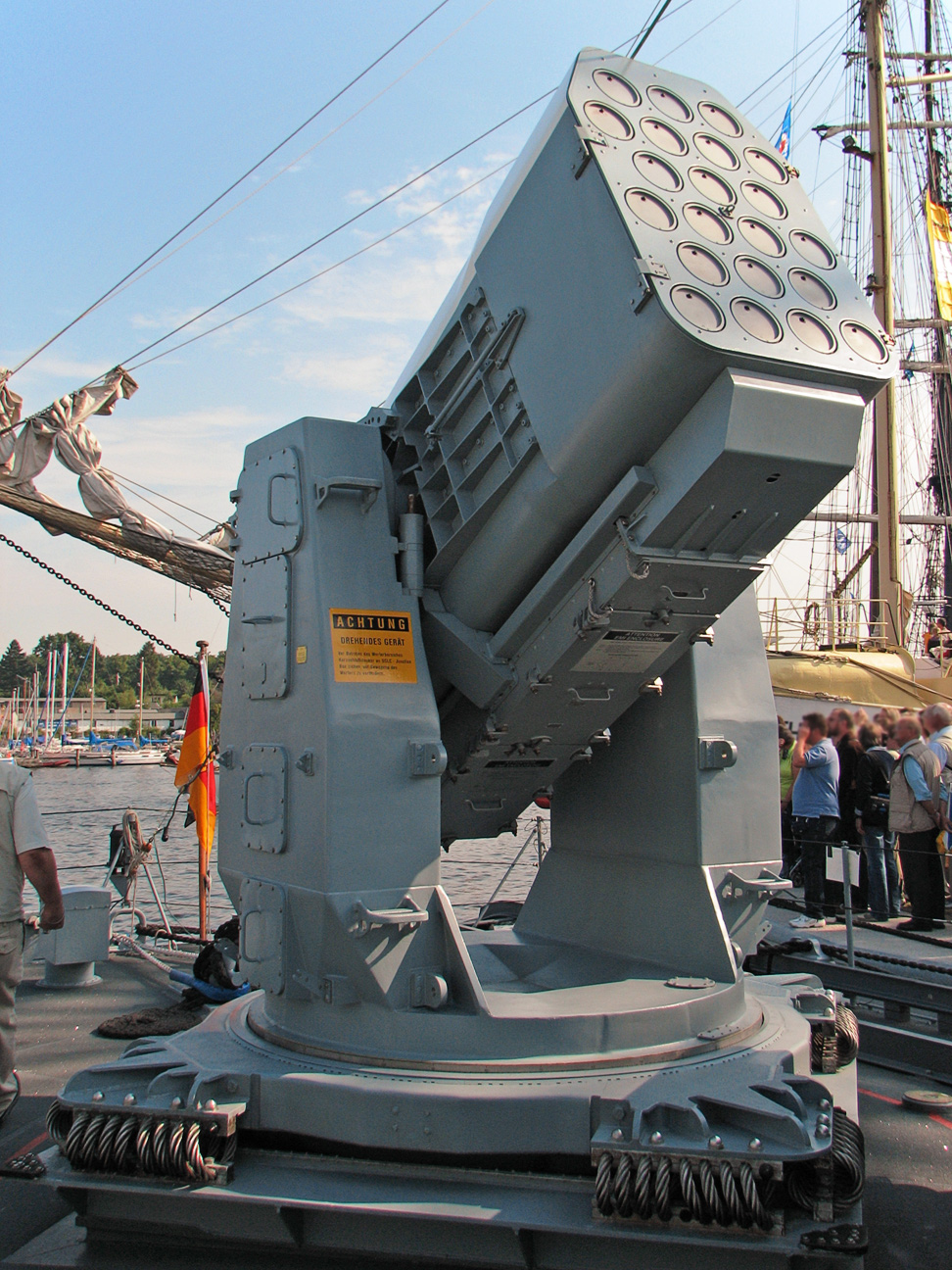
RAM-Starter auf dem Schnellboot Ozelot

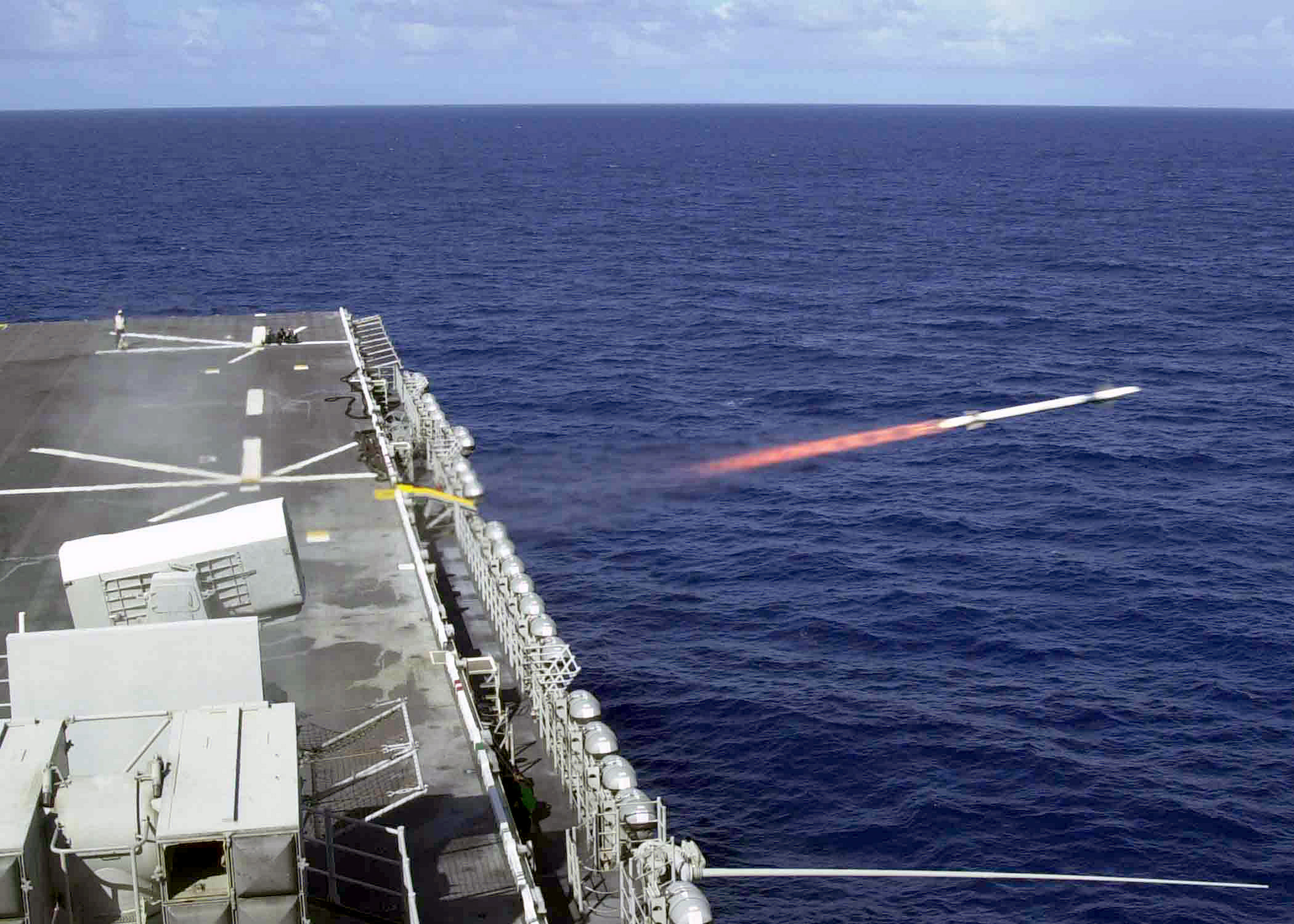
RIM-116 RAM, abgefeuert von der Bataan

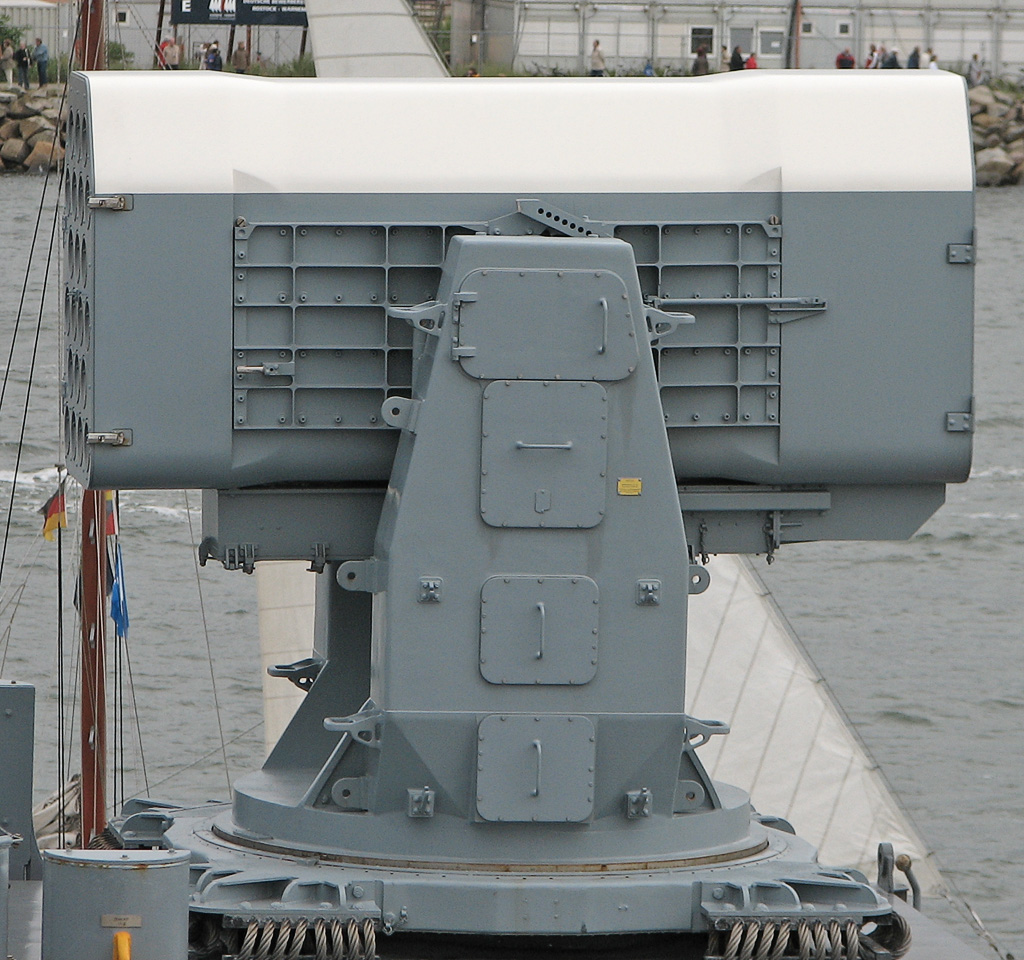
Seitenansicht des RAM-Starters der Fregatte Mecklenburg-Vorpommern

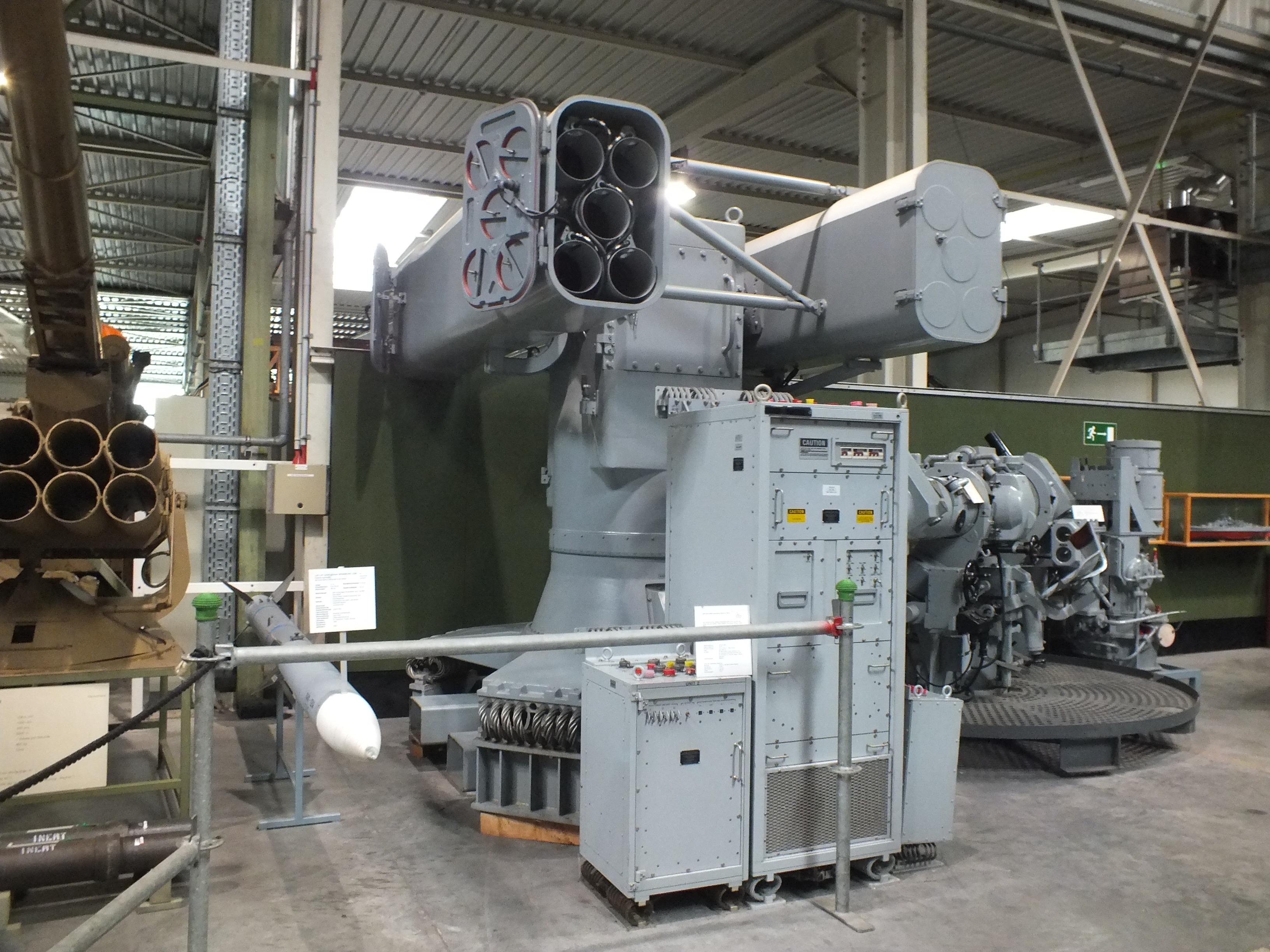
RAM Alternative Launch System (RALS) in der Wehrtechnischen Studiensammlung Koblenz

Die RIM-116 RAM (Rolling Airframe Missile) ist ein flugkörperbasiertes Nahbereichsverteidigungssystem (CIWS) für Schiffe, das in der Lage ist, unter anderem feindliche Seezielflugkörper abzufangen. Dabei wird ein breites Spektrum aktueller Bedrohungen abgedeckt, darunter Seaskimmer und hochmanövrierfähige Lenkflugkörper. Bei Tests sowohl gegen einzelne Flugkörper als auch gegen Salven erzielte das System eine Effektivität von über 95 %. Je nach Größe des zu schützenden Schiffs werden bis zu drei Starter eingesetzt.
Der RIM-116-Lenkflugkörper bildet, zusammen mit dem MK-49-Starter (Guided Missile Launching System, GMLS), das Waffensystem RAM MK-31. In dieser Ausführung muss es in das Combat-System des Schiffes integriert werden, um Zielinformationen zu erhalten, da der Flugkörper seine Sensoren vor dem Start nicht einsetzen kann. Um diesen Nachteil auszugleichen, wurde die unabhängig einsetzbare Version SeaRAM entwickelt.

## Entwicklung

### Rolling Airframe Missile (RAM)
Die Entwicklung der RAM begann Mitte der 1970er-Jahre durch General Dynamics. Zunächst nur von den USA entwickelt, wurden 1978 erste Einsatzversuche unternommen. 1979 wurde die weitere Entwicklung von den USA, Dänemark und Deutschland gemeinsam übernommen und weitergeführt. 1984 wurde die David R. Ray mit dem ersten Starter der US Navy ausgerüstet.
Der Flugkörper verwendet den Suchkopf der FIM-92 Stinger und den Motor und Gefechtskopf der AIM-9 Sidewinder. Neben der ersten Version, die zunächst Radar und im Endanflug Infrarot zur Zielerfassung einsetzt, wurde eine verbesserte Version entwickelt, die zusätzlich auch im reinen Infrarotbetrieb das Ziel ansteuern kann.
Der Starter des Waffensystems wurde teilweise aus Komponenten des CIWS entwickelt und fasst in der Standardversion 21 Flugkörper; die dänische Marine setzt eine kleinere Version mit elf Lenkwaffen ein.
Die RAM-Lenkwaffen und Teile der Starterkonstruktion kommen auch bei dem SeaRAM-System von Raytheon zum Einsatz.

### RAM Alternate Launching System (RALS)
Um den Lenkflugkörper RIM-116 A-1 auch von Schiffen und Booten einsetzen zu können, die für den Werfer Mk 49 zu wenig Platz für die Integration des Systems boten, wurde RALS entwickelt.
Der Werfer, von der RAM-System GmbH in Ottobrunn, Telefunken Systemtechnik GmbH in Ulm und der Per Udsen Co. Aircraft Industry, Grenaa, Dänemark konstruiert, zeichnet sich durch folgende Technische Daten aus:
- Höhenrichtbereich: −25° bis + 85°
- Seitenrichtbereich: ±175°
- Energieversorgung: 115 und 400 V, max. 25 KVA
- Masse: 3800 kg

## Rolling-Airframe-Steuerung
Der Flugkörper besitzt ein Paar Lenkflügel hinter dem Suchkopf. Während des Fluges rotiert der Lenkflugkörper um die Längsachse. Sobald der Sensor eine Hitzequelle ausmacht, springt das Lenkflügelpaar aus dem Rumpf. Es ist nicht parallel, sondern um einige Grad versetzt zur Längsachse ausgerichtet und verändert damit die Flugrichtung. Bei Fortsetzung der Eigendrehung gelangt das Ziel wieder aus dem Erfassungsbereich des Suchers und die Lenkflügel werden eingezogen, bis die Hitzequelle wieder in den Erfassungsbereich kommt. Auf diese Weise „schraubt“ sich die Rakete in Richtung Ziel, daher der Name „rolling airframe missile“. Die Vorteile dieses Verfahrens gegenüber einer Steuerung um alle Achsen sind die Eigenstabilisierung durch die Drehung und der Verzicht auf Servomotoren, da nur zwischen ein- und ausgeklapptem Zustand umzuschalten ist.

## Nutzer
Die Deutsche Marine verwendet das RAM-System derzeit auf allen Fregatten (Brandenburg-, Sachsen- und Baden-Württemberg-Klasse) sowie den Korvetten der Braunschweig-Klasse. Ebenso kam es auf den inzwischen außer Dienst gestellten Fregatten der Bremen-Klasse und den Schnellbooten der Gepard-Klasse zum Einsatz. Verwendung finden wird das System auch auf den Fregatten der geplanten Niedersachsen-Klasse. Deutschland orderte 2013 445 RAM-Block-2-Flugkörper, um die Block-0-Generation nach nahezu 20 Jahren Nutzung zu ersetzen.
Die US Navy hat das RAM-Waffensystem auf Flugzeugträgern, Landungsschiffen und dem Littoral Combat Ship installiert.
Als Drittstaatenkunden haben die Marinen von Südkorea, Griechenland, Ägypten, der VAE und der Türkei das RAM-Waffensystem eingeführt. Bei den Japanischen Maritimen Selbstverteidigungsstreitkräften kommen die Raketen des Systems in der neuen Mogami-Klasse als Bestandteil des SeaRAM-Systems zum Einsatz.

## Varianten
- Block 0 / RIM-116A: 1992 eingeführte Originalversion
- Block 1 / RIM-116B: Seit 2000 in der Serienproduktion. Kampfwertgesteigerte Version für Einsatz gegen Seaskimmer (besonders tieffliegende kleine Ziele) und Überschallflugkörper. Dafür wurde der Infrarotteil der RAM modernisiert, der nun auch komplett eigenständig die Lenkung übernehmen kann (Block 0 benötigt zwingend auch die Erfassung eines feindlichen Radars).
- Block 1A (HAS-Mode (Helicopter, Aircraft, and Surface targets)): Softwareupdate für Block 1. Ermöglicht zusätzlich die Bekämpfung von Hubschraubern, Kampfflugzeugen und kleinen Überwasserzielen.
- Block 2 / RIM-116C: Entwicklung abgeschlossen, IOC bei der US Navy im Juni 2015[4], Auslieferung an die Deutsche Marine ab 2016 geplant. Durch eine verbesserte Steuerungssektion und nun vier statt bisher zwei Canards[5] konnte die Agilität laut Hersteller um 150 % verbessert werden, um so stark manövrierende Seezielflugkörper besser abfangen zu können.[6] Dank eines neuen Raketenmotors mit vergrößertem Durchmesser (14,6 cm statt bisher 12,7 cm) und einem leichteren Kompositgehäuse wurde die Reichweite um 50 % auf etwa 13 km erhöht.[5][6] Darüber hinaus wurde der passive Radarsucher modernisiert, um Radare mit LPI-Eigenschaften besser erfassen zu können.[6]
- Block 2B: Weiter verbesserte Variante mit einem neuen IR-Sucher und einem Missile-to-Missile-Link, der eine Kommunikation zwischen Flugkörpern ermöglicht. Die Deutsche Marine erhält in einem ersten Schritt seit 2022 600 dieser Flugkörper[7], in einem zweiten Schritt wurden 2024 weitere mehrere Hundert Flugkörper für 372,6 Millionen Euro beschafft[8].

## Technische Daten

### Lenkwaffe (Block 1)
- Hersteller: Translant Inc., MBDA Deutschland GmbH, Diehl BGT Defence, (Startvorrichtung wird u. a. auch von der FFG GmbH Flensburg hergestellt)
- Länge: 2,79 m
- Durchmesser: 127 mm
- Spannweite: 445 mm
- Gewicht: 73,5 kg
- Geschwindigkeit: ca. Mach 3
- Reichweite: 10 km
- Antrieb: einstufige Feststoffrakete
- Gefechtskopf: 11,36 kg HE-Sprengstoff
- Zünder: laserbasierter Näherungszünder
- Lenkung: Passiv-Radar, IR, UV

### Starter
- Gewicht:
  - über Deck (inkl. Lenkwaffen): 5188 kg
  - unter Deck: 941 kg
- Drehkreis: 3,48 m
- Beweglichkeit:
  - horizontal: 360°
  - vertikal: − 25° bis + 80°